# Rivula errabunda
Rivula errabunda är en fjärilsart som beskrevs av Alfred Ernest Wileman 1911. Rivula errabunda ingår i släktet Rivula och familjen nattflyn. Inga underarter finns listade.